# 프레드 허친슨
프레더릭 찰스 허친슨(영어: Frederick Charles Hutchinson, 1919년 8월 12일~1964년 11월 12일)은 미국의 프로 야구 선수이자 감독이다. 선수 시절에는 메이저 리그 베이스볼(MLB)의 디트로이트 타이거스에서 뛰었으며, 세 곳의 메이저 리그 팀에서 감독직을 맡았다.
워싱턴주 시애틀에서 태어나 성장했다. 리그 우승을 노리고 있던 1964년 신시내티 레즈의 감독이었을 당시 생명에 치명적인 폐암 진단을 받았다. 그가 사망한 뒤 1년 뒤에 의사였던 형 윌리엄 B. 허친슨이 프레드 허친슨 암 센터를 설립해 그를 기렸다.